# Silence (Marshmello)
Silence è un singolo del disc jockey statunitense Marshmello, in collaborazione con Khalid. La canzone è stata pubblicata attraverso la RCA Records l'11 agosto 2017.

## Promozione e pubblicazione
Il 1º agosto 2017, Marshmello ha fatto una performance a sorpresa in un concerto di Khalid, suggerendo una collaborazione imminente. Il 7 agosto 2017, Marshmello ha pubblicato una sua foto con Khalid, sottotitolando il titolo del singolo e la data di uscita.

## Critica
David Rishty di Billboard ha descritto la canzone come "una ballad ballabile che ha gli ingredienti per portare entrambi gli atti a nuove vette nelle loro fiorenti carriere". Ha anche affermato che Khalid ha prodotto "voci cantanti e cantanti", mentre la produzione di Marshmello è "vibrante" e "afferma semplicità". Erik di EDM Sauce ha definito la canzone "una traccia incredibilmente potente" e ha descritto la voce di Khalid come "in forte espansione e impressionante". Ha scritto che "dopo l'intensa build up e la perfezione lirica di Khalid volevamo un altrettanto impressionante calo", ma "non l'abbiamo trovato". Alex Ross di Vice ha definito la canzone "una buona canzone di Marshmello", e ha scritto che Marshmello "ha imbrogliato facendo cantare a Khalid le parti vocali". Pensa che "sembra un po" come la collaborazione di Major Lazer con Justin Bieber e MØ, "Cold Water". Rolling Stone ha scritto che la canzone ha "synth mutevoli e scattanti". Rap-Up ha ritenuto che la canzone "mescola soul e R&B con suoni elettronici atmosferici". Broadway World ha descritto la voce di Khalid come "forte emotiva", e pensa che Marshmello "abbia adottato un ritmo più lento rispetto alle sue solite produzioni ottimistiche per dare al rilascio una sensazione liscia e setosa, prima di lanciarsi in un suo drop immediatamente riconoscibile basato sugli accordi".

## Tracce
1. Silence (feat. Khalid) – 3:00 (testo: Khalid Robinson, Marshmello)

## Classifiche
| Classifica (2018) | Posizione massima |
| ----------------- | ----------------- |
| Lussemburgo       | 9                 |